# Still Grippin' tha Grain: The Best Of
Albums de YoungBloodZ
Ev'rybody Know Me
(2005)
Still Grippin' tha Grain: The Best Of est une compilation des YoungBloodZ, sorti le 21 novembre 2006.

## Liste des titres
| No  | Titre                                  | Album original    | Durée |
| --- | -------------------------------------- | ----------------- | ----- |
| 1.  | Intro                                  |                   | 2:55  |
| 2.  | Presidential                           | Ev'rybody Know Me | 3:59  |
| 3.  | Cadillac Pimpin'                       | Drankin' Patnaz   | 4:11  |
| 4.  | Damn! (featuring Lil Jon)              | Drankin' Patnaz   | 4:58  |
| 5.  | Mind on My Money (featuring Jazze Pha) | Drankin' Patnaz   | 4:42  |
| 6.  | 85 (featuring Cutty)                   | Inédit            | 4:30  |
| 7.  | Shakem' Off                            | Against da Grain  | 3:43  |
| 8.  | Chop Chop                              | Ev'rybody Know Me | 4:41  |
| 9.  | U-Way (How We Do It)                   | Against da Grain  | 4:35  |
| 10. | Datz Me (featuring Young Buck)         | Ev'rybody Know Me | 4:00  |
| 11. | Tequila                                | Drankin' Patnaz   | 5:03  |
| 12. | Hustle (featuring Killer Mike)         | Drankin' Patnaz   | 4:26  |
| 13. | Lean Low (featuring Backbone)          | Drankin' Patnaz   | 3:55  |